# Morti nel 2019/Settembre
| Questa pagina contiene informazioni ricavate automaticamente dalle voci biografiche con l'ausilio del template Bio e di un bot. L'aggiornamento è periodico e automatico e ricostruisce completamente la pagina. Se manca una persona in questa lista, sei pregato di non aggiungerla, ma accertati piuttosto che la sua voce biografica contenga il template Bio e che i dati anagrafici siano correttamente compilati. Se il template Bio manca, inseriscilo tu stesso o, in alternativa, metti l'avviso {{tmp\|Bio}} che ne segnala la mancanza. Se i dati riportati sono sbagliati, correggi direttamente la voce biografica; le modifiche saranno visibili in questa lista entro pochi giorni. Per chiarimenti vedi il progetto biografie. La lista contiene solo le 181 persone che sono citate nell'enciclopedia e per le quali è stato implementato correttamente il template Bio. Pagina aggiornata al 2 ago 2025. |

- 1º settembre - George Abe, fumettista giapponese (n. 1937)
- 1º settembre - Alberto Goldman, politico brasiliano (n. 1937)
- 1º settembre - Edo Zanki, cantautore, compositore e produttore discografico tedesco (n. 1952)
- 2 settembre - Mario Dalla Pietra, calciatore italiano (n. 1937)
- 2 settembre - Atli Eðvaldsson, calciatore e allenatore di calcio islandese (n. 1957)
- 2 settembre - Giordano Frosini, teologo, scrittore e giornalista italiano (n. 1927)
- 2 settembre - Andrea Gemma, vescovo cattolico e scrittore italiano (n. 1931)
- 2 settembre - Gyōji Matsumoto, calciatore giapponese (n. 1934)
- 2 settembre - Cosimo Ortesta, poeta e traduttore italiano (n. 1939)
- 2 settembre - Rainer Pethran, cestista tedesco (n. 1950)
- 2 settembre - Frederic Pryor, economista statunitense (n. 1933)
- 2 settembre - Jan Storms, ciclista su strada e dirigente sportivo belga (n. 1925)
- 3 settembre - Halvard Hanevold, biatleta norvegese (n. 1969)
- 3 settembre - Peter Lindbergh, fotografo tedesco (n. 1944)
- 3 settembre - Carol Lynley, attrice statunitense (n. 1942)
- 3 settembre - José de Jesús Pimiento Rodríguez, cardinale e arcivescovo cattolico colombiano (n. 1919)
- 3 settembre - Felice Schiavi, baritono italiano (n. 1931)
- 4 settembre - Edgardo Andrada, calciatore argentino (n. 1939)
- 4 settembre - Pál Berendi, calciatore ungherese (n. 1932)
- 4 settembre - Gianna Cobelli, attrice italiana (n. 1936)
- 4 settembre - Roger Etchegaray, cardinale e arcivescovo cattolico francese (n. 1922)
- 4 settembre - Tevfik Kış, lottatore turco (n. 1934)
- 4 settembre - Felipe Ruvalcaba, calciatore messicano (n. 1941)
- 4 settembre - Giovanni Udovicich, calciatore italiano (n. 1940)
- 5 settembre - Akitsugu Konno, saltatore con gli sci giapponese (n. 1944)
- 5 settembre - Bob Rule, cestista statunitense (n. 1944)
- 5 settembre - Nenad Šulava, scacchista croato (n. 1962)
- 6 settembre - Giacomo Bulleri, cuoco e imprenditore italiano (n. 1925)
- 6 settembre - Annalisa Cima, poetessa e artista italiana (n. 1941)
- 6 settembre - Francesco Corbetta, biologo e botanico italiano (n. 1932)
- 6 settembre - Robert Mugabe, politico e rivoluzionario zimbabwese (n. 1924)
- 6 settembre - Jacqueline Perrotin, pianista, compositrice e arrangiatrice francese
- 6 settembre - Chester Williams, rugbista a 15 e allenatore di rugby a 15 sudafricano (n. 1970)
- 7 settembre - Alberto Cerreti, politico italiano (n. 1939)
- 7 settembre - Franco Murtas, politico italiano (n. 1930)
- 8 settembre - Christopher Dobson, chimico inglese (n. 1949)
- 8 settembre - Joe Kolter, politico statunitense (n. 1926)
- 8 settembre - Camilo Sesto, cantante spagnolo (n. 1946)
- 8 settembre - Carlos Squeo, calciatore argentino (n. 1948)
- 9 settembre - Neiron Ball, giocatore di football americano statunitense (n. 1992)
- 9 settembre - Stefano Delle Chiaie, politico italiano (n. 1936)
- 9 settembre - Robert Frank, fotografo e regista svizzero (n. 1924)
- 9 settembre - Isacco Levi, partigiano italiano (n. 1924)
- 9 settembre - Jairzinho Pieter, calciatore olandese (n. 1987)
- 9 settembre - Alessandro Valori, regista, sceneggiatore e produttore cinematografico italiano (n. 1965)
- 10 settembre - Roberto Bruni, politico italiano (n. 1949)
- 10 settembre - Sam Davis, giocatore di football americano statunitense (n. 1944)
- 10 settembre - Daniel Johnston, cantautore e pittore statunitense (n. 1961)
- 10 settembre - Salvatore Mannuzzu, scrittore, magistrato e politico italiano (n. 1930)
- 10 settembre - Alfredo Sabbatini, fotografo italiano (n. 1954)
- 10 settembre - Iramo Vanz, calciatore italiano (n. 1924)
- 11 settembre - Gianfranco Gorgoni, fotografo italiano (n. 1941)
- 11 settembre - Jerry Greenspan, cestista statunitense (n. 1941)
- 11 settembre - B. J. Habibie, politico indonesiano (n. 1936)
- 12 settembre - ʻAkilisi Pōhiva, attivista e politico tongano (n. 1941)
- 13 settembre - James Bacque, scrittore e editore canadese (n. 1929)
- 13 settembre - Lol Mahamat Choua, politico ciadiano (n. 1939)
- 13 settembre - Charlie Cole, fotografo statunitense (n. 1955)
- 13 settembre - Bruno Grandi, allenatore di ginnastica e dirigente sportivo italiano (n. 1934)
- 13 settembre - Rudi Gutendorf, allenatore di calcio e calciatore tedesco (n. 1926)
- 13 settembre - György Konrád, scrittore e giornalista ungherese (n. 1933)
- 13 settembre - Eddie Money, cantante, chitarrista e sassofonista statunitense (n. 1949)
- 13 settembre - Bruno Ruzza, calciatore italiano (n. 1926)
- 14 settembre - Jean Heywood, attrice britannica (n. 1921)
- 14 settembre - Marco Parodi, regista italiano (n. 1943)
- 14 settembre - Raffaele Vanni, sindacalista italiano (n. 1928)
- 14 settembre - Roberto Villetti, politico italiano (n. 1944)
- 15 settembre - Mabel Balocco, cestista argentina (n. 1932)
- 15 settembre - Heikki Häiväoja, scultore e medaglista finlandese (n. 1929)
- 15 settembre - Roberto Leal, cantante, musicista e showman portoghese (n. 1951)
- 15 settembre - Giambattista Marson, medico e politico italiano (n. 1927)
- 15 settembre - Gigi Movilia, giornalista, critico musicale e scrittore italiano (n. 1921)
- 15 settembre - Phyllis Newman, attrice e cantante statunitense (n. 1933)
- 15 settembre - Ric Ocasek, cantante, produttore discografico e compositore statunitense (n. 1944)
- 15 settembre - Waldemar Rial, cestista uruguaiano (n. 1940)
- 16 settembre - Leah Bracknell, attrice britannica (n. 1964)
- 16 settembre - Luigi Colani, designer tedesco (n. 1928)
- 16 settembre - Roberto Dell'Acqua, attore e stuntman italiano (n. 1946)
- 16 settembre - Donald Gosling, ammiraglio britannico (n. 1929)
- 16 settembre - Davo Karničar, alpinista e scialpinista sloveno (n. 1962)
- 16 settembre - Luciana Palombi, cantante lirica e attrice italiana (n. 1926)
- 17 settembre - Gennaro Borrelli, pittore, scrittore e scenografo italiano (n. 1921)
- 17 settembre - Fabio Buzzi, imprenditore, ingegnere e pilota motonautico italiano (n. 1943)
- 17 settembre - Nino Delli, cantautore e produttore discografico italiano (n. 1940)
- 17 settembre - Gábor Horváth, dirigente sportivo e calciatore ungherese (n. 1959)
- 17 settembre - Jessica Jaymes, attrice pornografica statunitense (n. 1979)
- 17 settembre - Imata Kabua, politico marshallese (n. 1943)
- 17 settembre - Angelo Paoluzi, giornalista italiano (n. 1928)
- 17 settembre - Suzanne Whang, conduttrice televisiva, attrice e comica statunitense (n. 1962)
- 18 settembre - Lidia Axionova, direttrice d'orchestra e pedagoga moldava (n. 1923)
- 18 settembre - Kelvin Maynard, calciatore surinamese (n. 1987)
- 18 settembre - Fernando Ricksen, calciatore olandese (n. 1976)
- 18 settembre - Francesco Specchia, paroliere italiano (n. 1929)
- 18 settembre - Alfonso Traina, latinista, filologo classico e traduttore italiano (n. 1925)
- 19 settembre - Zine El-Abidine Ben Ali, militare e politico tunisino (n. 1936)
- 19 settembre - Piero Bernardini Marzolla, traduttore, glottologo e funzionario italiano (n. 1929)
- 19 settembre - Irina Petrovna Bogačёva, mezzosoprano sovietico (n. 1939)
- 19 settembre - Luigi Bommarito, arcivescovo cattolico italiano (n. 1926)
- 19 settembre - Wim Crouwel, designer olandese (n. 1928)
- 19 settembre - Marko Feingold, imprenditore austriaco (n. 1913)
- 19 settembre - Bert Hellinger, psicologo e scrittore tedesco (n. 1925)
- 19 settembre - Barron Hilton, imprenditore statunitense (n. 1927)
- 19 settembre - Sandie Jones, cantante irlandese (n. 1951)
- 19 settembre - María Rivas, cantante e chitarrista venezuelana (n. 1960)
- 19 settembre - Sol Stein, scrittore e editore statunitense (n. 1926)
- 19 settembre - Richard Sutch, economista e storico statunitense (n. 1942)
- 19 settembre - Larry Wallis, chitarrista, cantautore e produttore discografico britannico (n. 1949)
- 19 settembre - Katherine Washington, cestista statunitense (n. 1933)
- 20 settembre - Rick Bognar, wrestler canadese (n. 1970)
- 20 settembre - Howard Cassady, giocatore di football americano statunitense (n. 1934)
- 20 settembre - José Chiarella, allenatore di calcio peruviano (n. 1929)
- 20 settembre - Bartolo Fazio, politico italiano (n. 1954)
- 20 settembre - Anselmo Giorcelli, calciatore e allenatore di calcio italiano (n. 1928)
- 20 settembre - Séamus Hegarty, vescovo cattolico britannico (n. 1940)
- 20 settembre - Gregorio Martínez Sacristán, vescovo cattolico spagnolo (n. 1946)
- 20 settembre - Jan Merlin, attore statunitense (n. 1925)
- 20 settembre - Claudio Misculin, attore e regista teatrale italiano (n. 1954)
- 20 settembre - Frans Van Looy, ciclista su strada e dirigente sportivo belga (n. 1950)
- 21 settembre - Gerhard Auer, canottiere tedesco (n. 1943)
- 21 settembre - Napoleon Chagnon, antropologo statunitense (n. 1938)
- 21 settembre - Aron Eisenberg, attore e fotografo statunitense (n. 1969)
- 21 settembre - Sid Haig, attore statunitense (n. 1939)
- 21 settembre - E.J. Holub, giocatore di football americano statunitense (n. 1938)
- 21 settembre - Sigmund Jähn, astronauta e militare tedesco (n. 1937)
- 21 settembre - Günter Kunert, scrittore e poeta tedesco (n. 1929)
- 21 settembre - Karin Larsson, nuotatrice svedese (n. 1941)
- 21 settembre - Roberto Meraviglia, politico italiano (n. 1943)
- 21 settembre - Jarred Rome, discobolo statunitense (n. 1976)
- 21 settembre - Christopher Rouse, compositore statunitense (n. 1949)
- 21 settembre - Woo Hye-mi, cantante sudcoreana (n. 1988)
- 22 settembre - Wally Chambers, giocatore di football americano statunitense (n. 1951)
- 22 settembre - Andre Emmett, cestista statunitense (n. 1982)
- 22 settembre - Horst Freitag, calciatore tedesco orientale (n. 1930)
- 22 settembre - Ivan Kizimov, cavaliere sovietico (n. 1928)
- 22 settembre - J. Michael Mendel, produttore televisivo statunitense (n. 1964)
- 22 settembre - Sándor Sára, direttore della fotografia, regista e sceneggiatore ungherese (n. 1933)
- 23 settembre - Richard Brunelle, chitarrista statunitense (n. 1964)
- 23 settembre - Robert Hunter, poeta, paroliere e musicista statunitense (n. 1941)
- 23 settembre - Walter Nicoletti, allenatore di calcio italiano (n. 1952)
- 23 settembre - Artūras Rimkevičius, calciatore e giocatore di calcio a 5 lituano (n. 1983)
- 23 settembre - Edoardo Salzano, ingegnere e urbanista italiano (n. 1930)
- 23 settembre - Joe Wilson, bobbista statunitense (n. 1935)
- 23 settembre - Curt Wittlin, filologo e linguista svizzero (n. 1941)
- 25 settembre - Paul Badura-Skoda, pianista e musicologo austriaco (n. 1927)
- 25 settembre - Michael D. Coe, archeologo, antropologo e scrittore statunitense (n. 1929)
- 25 settembre - Carmen Lelia Cristóbal, botanica argentina (n. 1932)
- 25 settembre - Ljubomir Levčev, poeta bulgaro (n. 1935)
- 25 settembre - Udo Tohver, cestista estone (n. 1932)
- 25 settembre - Paolo de Lalla, giurista, filosofo e musicologo italiano (n. 1940)
- 26 settembre - Giovanni Bramucci, ciclista su strada italiano (n. 1946)
- 26 settembre - Jacques Chirac, politico e funzionario francese (n. 1932)
- 26 settembre - William Joseph Levada, cardinale, arcivescovo cattolico e teologo statunitense (n. 1936)
- 26 settembre - Gennadij Michajlovič Manakov, cosmonauta russo (n. 1950)
- 26 settembre - Candy Samples, ballerina, modella e attrice pornografica statunitense (n. 1928)
- 27 settembre - Dante Bernini, vescovo cattolico italiano (n. 1922)
- 27 settembre - Rob Garrison, attore statunitense (n. 1960)
- 27 settembre - John Francis Kinney, vescovo cattolico statunitense (n. 1937)
- 27 settembre - Gene Melchiorre, cestista statunitense (n. 1927)
- 27 settembre - Juan Rodríguez, canottiere uruguaiano (n. 1928)
- 27 settembre - Wolfgang Sühnholz, calciatore tedesco (n. 1946)
- 27 settembre - Delia Vaccarello, giornalista, scrittrice e attivista italiana (n. 1960)
- 28 settembre - Suad Beširević, calciatore e allenatore di calcio sloveno (n. 1963)
- 28 settembre - Ismail Petra di Kelantan, sovrano malese (n. 1949)
- 28 settembre - José José, cantante messicano (n. 1948)
- 28 settembre - Silvio Novembre, militare italiano (n. 1934)
- 28 settembre - Gaëlle Voiry, modella e stilista francese (n. 1969)
- 28 settembre - Mark Anatol'evič Zacharov, regista e sceneggiatore sovietico (n. 1933)
- 29 settembre - Busbee, musicista e produttore discografico statunitense (n. 1976)
- 29 settembre - Giuseppe Campos Venuti, urbanista e politico italiano (n. 1926)
- 29 settembre - Guido Carandini, saggista, economista e politico italiano (n. 1929)
- 29 settembre - Patricia Elsener, tuffatrice statunitense (n. 1929)
- 29 settembre - Nguyễn Hữu Hạnh, generale vietnamita (n. 1926)
- 29 settembre - Paavo Korhonen, combinatista nordico finlandese (n. 1928)
- 29 settembre - Jim Morgan, cestista e allenatore di pallacanestro statunitense (n. 1934)
- 29 settembre - Valentino Perdonà, politico italiano (n. 1915)
- 29 settembre - Larry Willis, pianista e compositore statunitense (n. 1942)
- 30 settembre - Gianni Lenoci, pianista e compositore italiano (n. 1963)
- 30 settembre - Enrico Masseroni, arcivescovo cattolico italiano (n. 1939)
- 30 settembre - Jessye Norman, soprano statunitense (n. 1945)
- 30 settembre - Ben Pon, pilota automobilistico e tiratore a volo olandese (n. 1936)
- 30 settembre - Ennio Testa, calciatore italiano (n. 1930)